# Valérie Mignon
Valérie Mignon, née le 24 juin 1970 à Suresnes (Hauts-de-Seine), est une économiste française spécialiste en macroéconomie internationale et en économétrie. Elle est professeure à l'université Paris Nanterre.  
Chercheur à EconomiX, elle est présidente de la section 05 (sciences économiques) du Conseil National des Universités depuis 2019, conseiller scientifique au CEPII depuis 2004 et éditrice de la revue International Economics depuis 2005. 

## Biographie

### Jeunesse et études
Valérie Mignon suit des études d'économie à l'université Paris 1 Panthéon-Sorbonne. En 1993, elle obtient un diplôme d'études approfondies « Économie Mathématique et Économétrie » en 1993. De 1993 à 1997, elle rédige une thèse à l'université Paris-Nanterre, « Marchés financiers, mémoire longue et processus chaotiques », sous la direction du professeur Gilbert Abraham-Frois.
En 1998, elle est lauréate du concours d'agrégation de l’enseignement supérieur pour le recrutement des professeurs des universités.

### Parcours professionnel
Après son obtention de l'agrégation de l'enseignement supérieur, elle est nommée professeur à l’université de Valenciennes et du Hainaut Cambrésis. En 2002, elle obtient sa mutation pour l'université Paris-Nanterre, où elle enseigne depuis. De 2011 à 2020, elle dirige le laboratoire EconomiX (UMR 7235) à l'université Paris-Nanterre.
Elle a présidé l'Association française de science économique entre 2020 et 2021. Elle en est membre du comité directeur depuis 2004 et en assure le secrétariat général depuis juin 2022.
Elle est conseillère scientifique au CEPII depuis 2004. Elle est membre du Cercle des économistes.
En 2007, elle était nommée pour le prix du meilleur jeune économiste de France. Elle publie fréquemment des chroniques dans Les Échos, Boursorama et Le Monde.

### Responsabilités éditoriales
Valérie Mignon est la co-rédactrice en chef de la revue International Economics depuis juin 2005. Elle est aussi membre du comité de rédaction de la revue Finance depuis 2006, de la revue Économie et Prévision depuis 2012, de la revue Energy Policy depuis 2015, de la revue Economics Bulletin depuis 2017 et du Journal of Asset Management depuis 2021. Elle est en outre membre du comité d'orientation de La revue de l'énergie depuis 2022.

## Publications et recherche
Les recherches de Valérie Mignon se concentrent sur la macroéconomie et la finance internationales, l'économie de l'énergie, les métaux stratégiques, les marchés financiers et l'économétrie. Elle a notamment publié plusieurs articles sur les taux de change, les déséquilibres macroéconomiques, la relation entre prix du pétrole et l'activité économique ou encore les liens entre prix du pétrole et dollar. Elle a également publié des articles sur le prix du carbone. Elle est en outre l'auteur de plusieurs ouvrages et manuels, notamment en économétrie.
Ses recherches ont été citées plus de 6 600 fois. Elle est la 78e économiste la plus citée en France selon l'agrégateur bibliographique RePEc.
Statistique et probabilités en économie-gestion [co-auteur Christophe Hurlin]- 2e édition, Paris, 2022, Dunod
Économétrie - Théorie et applications - 2e éd., Paris, 2022, Économica, 360 p.